# Кубок Кремля 2012
Кубок Кремля 2012 — тенісний турнір, що проходив на закритих кортах з твердим покриттям спорткомплексу Олімпійський у Москві (Росія). Це був 23-й за ліком Кубок Кремля серед чоловіків і 17-й - серед жінок. Належав до категорії 250 у рамках Туру ATP 2012, а також до категорії Premier в рамках Туру WTA 2012.Тривав з 13 до 21 жовтня 2012 року.

## Учасники основної сітки в рамках чоловічого турніру

### Сіяні учасники
| Країна     | Гравець              | Рейтинг1 | Сіяний |
| ---------- | -------------------- | -------- | ------ |
| Україна    | Олександр Долгополов | 20       | 1      |
| Італія     | Андреас Сеппі        | 26       | 2      |
| Сербія     | Віктор Троїцький     | 32       | 3      |
| Бразилія   | Томас Беллуччі       | 39       | 4      |
| Росія      | Микола Давиденко     | 42       | 5      |
| Узбекистан | Денис Істомін        | 44       | 6      |
| Аргентина  | Карлос Берлок        | 49       | 7      |
| Японія     | Тацума Іто           | 65       | 8      |

- Посів ґрунтується на рейтингові станом на 8 жовтня 2012[1]

### Інші учасники
Нижче наведено учасників, які отримали вайлдкард на участь в основній сітці:
- Євген Донской
- Теймураз Габашвілі
- Андрій Кузнєцов

Нижче наведено гравців, які пробились в основну сітку через стадію кваліфікації:
- Євген Корольов
- Костянтин Кравчук
- Едуар Роже-Васслен
- Міхаель Беррер

### Відмовились від участі
- Тобіас Камке
- Михайло Кукушкін
- Лу Єн-Сун

## Учасники основної сітки в парному розряді

### Сіяні пари
| Країна    | Гравець          | Країна     | Гравець              | Рейтинг1 | Сіяний |
| --------- | ---------------- | ---------- | -------------------- | -------- | ------ |
| Чехія     | Франтішек Чермак | Словаччина | Міхал Мертиняк       | 82       | 1      |
| Росія     | Михайло Єлгін    | Узбекистан | Денис Істомін        | 117      | 2      |
| Аргентина | Карлос Берлок    | Росія      | Алекс Богомолов мол. | 156      | 3      |
| Австралія | Раміз Джунейд    | США        | Скотт Ліпскі         | 158      | 4      |

- Рейтинг подано станом на 8 жовтня 2012

### Інші учасники
Нижче наведено пари, які отримали вайлдкард на участь в основній сітці:
- Євген Донской /  Ігор Куніцин
- Теймураз Габашвілі /  Андрій Кузнєцов

## Учасниці основної сітки в рамках жіночого турніру

### Сіяні учасниці
| Країна     | Гравчиня           | Рейтинг1 | Сіяна |
| ---------- | ------------------ | -------- | ----- |
| Австралія  | Саманта Стосур     | 9        | 1     |
| Франція    | Маріон Бартолі     | 10       | 2     |
| Данія      | Каролін Возняцкі   | 11       | 3     |
| Сербія     | Ана Іванович       | 12       | 4     |
| Словаччина | Домініка Цібулкова | 13       | 5     |
| Росія      | Надія Петрова      | 14       | 6     |
| Росія      | Марія Кириленко    | 16       | 7     |
| Чехія      | Луціє Шафарова     | 18       | 8     |

- Посів ґрунтується на рейтингові станом на 8 жовтня 2012[2]

### Інші учасниці
Нижче наведено учасниць, які отримали вайлдкард на участь в основній сітці:
- Маргарита Гаспарян
- Олена Весніна
- Каролін Возняцкі

Нижче наведено гравчинь, які пробились в основну сітку через стадію кваліфікації:
- Весна Долонц
- Анастасія Родіонова
- Валерія Соловйова
- Еліна Світоліна

### Відмовились від участі
- Марина Еракович
- Сара Еррані (травма лівого стегна)
- Кая Канепі
- Александра Возняк

## Учасниці основної сітки в парному розряді

### Сіяні пари
| Країна    | Гравчиня               | Країна   | Гравчиня           | Рейтинг1 | Сіяна |
| --------- | ---------------------- | -------- | ------------------ | -------- | ----- |
| Росія     | Катерина Макарова      | Росія    | Олена Весніна      | 18       | 1     |
| Росія     | Марія Кириленко        | Росія    | Надія Петрова      | 18       | 2     |
| Іспанія   | Нурія Льягостера Вівес | Індія    | Саня Мірза         | 22       | 3     |
| Казахстан | Ярослава Шведова       | Словенія | Катарина Среботнік | 31       | 4     |

- 1 Рейтинг подано станом на 8 жовтня 2012

### Інші учасниці
Пара, що отримала вайлд-кард на участь в основній сітці:
- Анастасія Фролова /  Маргарита Гаспарян

## Переможці та фіналісти

### Одиночний розряд, чоловіки
- Андреас Сеппі —  Томас Беллуччі, 3–6, 7–6(7–3), 6–3

### Одиночний розряд, жінки
- Каролін Возняцкі —  Саманта Стосур, 6–2, 4–6, 7–5

### Парний розряд, чоловіки
- Франтішек Чермак /  Міхал Мертиняк —  Сімоне Болеллі /  Даніеле Браччалі, 7–5, 6–3

### Парний розряд, жінки
- Катерина Макарова /  Олена Весніна —  Марія Кириленко /  Надія Петрова, 6–3, 1–6, [10–8]